# Camila sortira ce soir
Pour plus de détails, voir Fiche technique et Distribution.
Camila sortira ce soir (Camila saldrá esta noche) est un film argentin réalisé par Inés María Barrionuevo et sorti en 2021.

## Synopsis
À la suite de l'hospitalisation de sa grand mère, Camila doit suivre sa mère et sa sœur à Buenos Aires et finir sa scolarité dans un lycée catholique conservateur et traditionaliste. Elle se lit d'amitié avec Pablo et Lourdes tout en essayant de concilier ses opinions politiques libérales et les demandes de sa mère de ne pas faire de vague. Très vite, elle remarque Clara, une camarade qui semble cacher quelque chose.

## Fiche technique
- Titre original : Camila saldrá esta noche
- Titre français : Camila sortira ce soir
- Réalisation : Inés María Barrionuevo
- Scénario : Andrés Aloi et Inés María Barrionuevo
- Pays de production :  Argentine
- Langue originale : espagnol
- Genre : drame
- Durée : 103 minutes
- Dates de sortie :
  - France : 7 juin 2023[1]
  - Espagne : 24 juin 2023[2]

## Distribution
- Nina Dziembrowski : Camila
- Adriana Ferrer : Victoria, mère de Camila et Victoria
- Carolina Rojas : Martina, jeune sœur de Camila
- Guillermo Pfening (es) : le directeur de l'école
- Maite Valero : Clara
- Laura Daniela Visconti : Lourdes
- Federico Sack : Pablo
- Diego Sanchez : Bruno
- David Lucarino : Franco

## Accueil
Le film est présenté au festival de San Sebastián en 2021.

## Distinctions

### Récompenses
- Chéries-Chéris : Prix Libertés Chéries 2023[4]
- Ciné Latino Toulouse : Mention spéciale du jury[5]